# Quota ortometrica

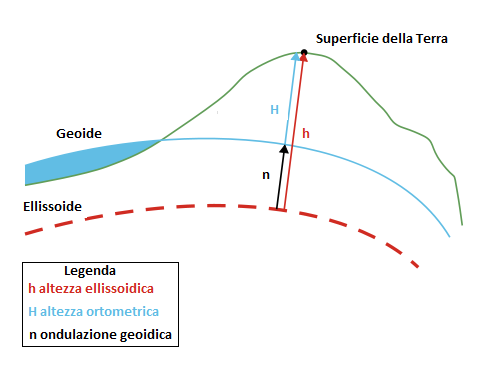
Quota ortometrica e quota ellissoidica

La quota ortometrica (detta anche quota geoidica)  di un punto sulla superficie fisica terrestre è definita come la lunghezza del segmento di verticale compresa fra il punto e il geoide; in pratica rappresenta l'elevazione del punto rispetto alla superficie del livello medio del mare.
Poiché la superficie del geoide può non coincidere localmente con quella dell'ellissoide di riferimento, la quota ortometrica può anche essere definita come la lunghezza di quell'arco di linea di forza del campo gravitazionale terrestre che passa per il punto topografico e interseca la superficie del geoide, differendo dalla quota ellissoidica che è la lunghezza della perpendicolare dal punto topografico alla superficie ellissoidica.